# Marius Lode
Marius Lode (* 11. März 1993 in Kvernaland, Kommune Time, Fylke Rogaland) ist ein norwegischer Fußballspieler, der beim BK Häcken unter Vertrag steht.

## Karriere

### Verein
Nach ersten Jahren bei seinem Heimatverein Frøyland IL wechselte Lode, dessen Großvater aus Wuppertal stammt, Anfang 2012 kurzfristig in die U19 von Bryne FK, einem langjährigen Topklub Norwegens, dessen Herrenmannschaft zu dem Zeitpunkt in der zweithöchsten Liga spielte. Das erste von mehr als 100 Spielen im Herrenteam bestritt er bereits im April 2012. Im Herbst 2015 verhängte Norwegens Fußballverband eine knapp einjährige Dopingsperre gegen Lode, nachdem er der Einnahme des Arzneistoffes Ritalin überführt worden war. Er selbst gab an, das Medikament „unbedacht“ benutzt zu haben, um sich bei einem Examen an der Universität besser konzentrieren zu können. Lode absolvierte neben seiner Fußballkarriere ein Wirtschaftsstudium. Nach seiner Rückkehr in den Kader von Bryne FK war Ende 2016 einer seiner Mannschaftskameraden der damals 16-jährige Erling Haaland, der seine erste Saison im Herrenbereich spielte.
Nach fünf Jahren bei Bryne schloss sich Lode 2017 dem Ligakonkurrenten FK Bodø/Glimt an. Bereits in der ersten Spielzeit gelang ihm mit seinem neuen Team der Aufstieg in die höchste Spielklasse Norwegens. Hier hatte der variabel einsetzbare Innenverteidiger einen großen Anteil an der als sensationell empfundenen Entwicklung des nordnorwegischen Vereins. 2020 und 2021 wurde Lode mit Bodø norwegischer Fußballmeister. Mit dem FK Bodø/Glimt sammelte Lode in der Europa-League-Qualifikation 2020/21 erste internationale Erfahrung. Es folgten in der Saison 2021/22 Spiele in der Champions-League-Qualifikation und in der UEFA Europa Conference League. Er stand unter anderem am 21. Oktober 2021 beim 6:1-Heimsieg von Bodø über AS Rom auf dem Platz.
Im Januar 2022 wechselte Marius Lode ablösefrei zum FC Schalke 04. Der Abwehrspieler unterschrieb einen bis zum 30. Juni 2024 gültigen Lizenzspielervertrag. Bis zum Ende der Saison 2021/22 steuerte Lode 6 Einsätze zur Zweitligameisterschaft und zum Aufstieg in die Bundesliga bei. Mitte August 2022 einigte er sich mit dem Verein auf eine Vertragsauflösung.
Ende August 2022 kehrte er zum FK Bodø/Glimt zurück und unterschrieb dort einen Vertrag bis zum Ende der in Norwegen mit dem Kalenderjahr übereinstimmenden Saison 2025 mit der Option der Verlängerung für eine weitere Saison. Im Rest der Saison 2022 wurde er bei allen möglichen 10 Ligaspielen eingesetzt.
Im März 2024 wechselte Lode zum BK Häcken.

### Nationalmannschaft
Sein erstes Länderspiel für die norwegische Nationalmannschaft unter Trainer Ståle Solbakken absolvierte Lode am 24. März 2021 in der WM-Qualifikation auswärts gegen Gibraltar, als er 90 Minuten durchspielte. Erneut zum Einsatz kam er im November 2021 beim 0:0 gegen Lettland.

## Erfolge
FK Bodø/Glimt
- Norwegischer Meister: 2020, 2021, 2023

FC Schalke 04
- Deutscher Zweitligameister: 2022

BK Häcken
- Schwedischer Pokalsieger: 2025